# Glenn Snyders
Glenn Snyders (né le 7 avril 1987 à Klerksdorp en Afrique du Sud) est un nageur néo-zélandais, spécialiste de la brasse.

## Biographie
Ses parents déménagent en Nouvelle-Zélande alors qu'il avait 12 ans. En 2008, il obtient la médaille de bronze au relais 4 × 100 m quatre nages aux Championnats du monde en petit bassin.
Il remporte la médaille d'argent des Jeux du Commonwealth de 2010 sur 50 m brasse, en 27 s 67. Lors des Championnats pan-pacifiques 2014, il est médaillé de bronze sur le 100 m brasse.